# 대한민국 민법 제582조
대한민국 민법 제582조는 전2조의 권리행사기간에 대한 민법 채권법 조문이다.

## 조문
제582조(전2조의 권리행사기간) 전2조에 의한 권리는 매수인이 그 사실을 안 날로부터 6월내에 행사하여야 한다.

第582條(前2條의 權利行使期間) 前2條에 依한 權利는 買受人이 그 事實을 안 날로부터 6月內에 行使하여야 한다.

## 참고 문헌
- 오현수, 일본민법, 진원사, 2014. ISBN 978-89-6346-345-2
- 오세경, 대법전, 법전출판사, 2014 ISBN 978-89-262-1027-7
- 이준현, LOGOS 민법 조문판례집, 미래가치, 2015. ISBN 979-1-155-02086-9